# Torstein Træen
Torstein Træen (* 16. Juli 1995 in Hønefoss) ist ein norwegischer Radrennfahrer.

## Sportlicher Werdegang
Træen machte im Jahr 2018 als Zweiter der Rhodos-Rundfahrt auf sich aufmerksam. Im Jahr 2019 gewann er die Bergwertung der Oberösterreich-Rundfahrt und 2020 die Bergwertung der Rhodos-Rundafhrt. Seinen ersten internationalen Wettbewerb gewann er mit der dritten Etappe der Tour of Małopolska, die er als Zweiter der Gesamtwertung abschloss. In seiner norwegischen Heimat belegte Træen im August 2021 vordere Plätze in zwei Etappenrennen der UCI ProSeries: Er wurde Zehnter des Arctic Race of Norway und anschließend Neunter der Tour of Norway.
Im März 2022 wurde Træen Gesamtneunter der UCI-WorldTour-Rundfahrt Volta a Catalunya. Ende April gewann er die Bergwertung der Tour of the Alps. Kurz darauf wurde bei ihm eine Krebserkrankung diagnostiziert. Im August fuhr er wieder internationale Rennen und wurde im Oktober 2022 Gesamtdritter der Tour de Langkawi. Auf der bergigen vierten Etappe der Tour of the Alps 2023 wurde er Zweiter im Sprint einer dreiköpfigen Spitzengruppe und wurde schließlich Gesamtzehnter der Rundfahrt.

## Erfolge
2019
- Bergwertung Oberösterreich-Rundfahrt

2020
- Bergwertung Rhodos-Rundfahrt
- eine Etappe Tour of Małopolska

2022
- Bergwertung Tour of the Alps

2024
- eine Etappe Tour de Suisse

## Grand Tour-Platzierungen
| Grand Tour            | 2023 | 2024 |
| --------------------- | ---- | ---- |
| Giro d’ItaliaGiro     | –    | DNF  |
| Tour de FranceTour    | 95   | –    |
| Vuelta a EspañaVuelta | –    | 60   |